# Habitatge al carrer Fleming, 2 (el Papiol)
L'Habitatge al carrer Fleming, 2 és una obra del Papiol (Baix Llobregat) inclosa a l'Inventari del Patrimoni Arquitectònic de Catalunya.

## Descripció
Aquest és un habitatge de planta més o menys quadrangular, construït en desnivell a l'angle format pels carrers Dr. Flemming i Mossèn Rull. La façana principal presenta, a la planta baixa, una porta d'accés flanquejada per dues finestres. El primer pis repeteix aquesta estructura però amb un balcó flanquejat per dues finestres. Adossada a la mateixa estructura de la casa, hi ha una torre de base quadrada i coberta piramidal a quatre vessants, que sobresurt per damunt de tota l'estructura. El sostre de tota la construcció reposa sobre una cornisa amb motllures.